# Pseudoyersinia
Pseudoyersinia es un género de mantis, de la familia Mantidae. Sus especies se distribuyen por el paleártico: norte de África y sudoeste de Europa.

## Especies
Se reconocen las siguientes:
- Pseudoyersinia andreae Galvagni, 1976
- Pseudoyersinia betancuriae Wiemers, 1993
- Pseudoyersinia brevipennis (Yersin, 1860)
- Pseudoyersinia canariensis Chopard, 1942
- Pseudoyersinia inaspectata Lombardo, 1986
- Pseudoyersinia kabilica Lombardo, 1986
- Pseudoyersinia lagrecai Lombardo, 1984
- Pseudoyersinia occidentalis Bolivar, 1914
- Pseudoyersinia paui (Bolivar, 1898)
- Pseudoyersinia pilipes Chopard, 1954
- Pseudoyersinia salvinae Lombardo, 1986
- Pseudoyersinia subaptera Chopard, 1942
- Pseudoyersinia teydeana Chopard, 1942